# Willem Hendrik Johan van Heemstra
Willem Hendrik Johan baron van Heemstra, (Jirnsum, 21 juli 1841 - Huis Doorn te Doorn, 27 oktober 1909) was burgemeester van Jutphaas, Vreeland, Nigtevecht, Driebergen en Rijsenburg. Ook was hij Statenlid van de provincie Utrecht.
Mr. Willem Hendrik Johan baron van Heemstra was een telg uit de Friese adellijke familie Van Heemstra. Willem Hendrik was de zoon van Frans Julius Johan van Heemstra (1811-1878) en Henriëtte Philippine Jacoba barones van Pallandt. Op 11 oktober 1866 huwde hij in Utrecht Wilhelmina Cornelia de Beaufort, met wie hij twee zoons kreeg. Beide zoons werden later ook burgemeester: Hendrik Philip Jacob baron van Heemstra (1867-1931) werd burgemeester van Harmelen en De Bilt  en Aarnoud Jan Anne Aleid baron van Heemstra (1871-1957) werd burgemeester van Arnhem en gouverneur van Suriname.
Van Heemstra werd in 1867 burgemeester van Jutphaas. Een jaar later volgde de benoeming als burgemeester van Vreeland en van Nigtevecht. In 1875 werd hij burgemeester van Driebergen-Rijsenburg, een functie die hij tot 1903 zou bekleden. Tijdens zijn laatste burgemeesterschap werd hij in 1881 lid van Provinciale Staten van Utrecht, een functie die hij tot zijn dood vervulde. In 1902 verhuisde hij met zijn vrouw naar Huis Doorn, waar hij in 1909 overleed.  